# Natanael Nyström
Natanael Nyström, född 11 juli 1890 i Malmö, död 26 januari 1985 i Södertälje, var en svensk väg- och vattenbyggnadsingenjör. 
Han var far till Psyche Nyström.
Nyström, som var son till smidesmästare J. Nyström och Hanna Nyström, utexaminerades från Chalmers tekniska institut 1918. Han var anställd vid västra väg- och vattenbyggnadskontoret i Jönköping 1918–1919, mätningsingenjör hos Luleå stad 1919–1923, entreprenör hos Bodens stad 1923–1925 och stadsingenjör i Södertälje stad från 1925. Han utgav Diagonalsidovillkoret i en triangelkedja (Svensk Lantmäteritidskrifts häfte 5, 1941).